# Агаронян, Аркадий Геворкович
Аркадий Геворкович Агаронян (20 апреля 1931, Алдара, Мегринский район — 30 мая 2022) — главный герболог и специалист по защите растений Армении. Главный научный сотрудник и заведующий лабораторией гербологии Армянского научного центра земледелия и защиты растений. Академик международной академии экологии и международной академии информатизации,Академии сельскохозяйственных наук Армении, член Спецсовета по защите диссертаций при ГАУА. Доктор сельскохозяйственных наук (1984).

## Биография
Окончил Армянский сельскохозяйственный институт и Ленинградский институт прикладной зоологии и фитопатологии. Работал главным агрономом в колхозе, специалистом в отделе защиты растений МСХ Армении, заместителем директора учебно-методического центра Минсельхоза республики, одновременно преподавал в Государственном аграрном университете (ГАУА), Заочном педагогическом институте и в Высшей школе МСХ Армении по повышению квалификации. В 1968 году защитил кандидатскую, а в 1984 году — докторскую.
Одним из первых обосновал необходимость применения сравнительно безопасных с экологической точки зрения гербицидов в сочетании с агроприёмами в условиях разных почвенно-климатических зон Армении, исследовал более 150 новых препаратов. Им разработаны приёмы борьбы с сорняками на мелиорируемых землях и в ирригационных системах, предложены комплексы мероприятий по мелиорации засоленных и увлажнённых почв Араратской равнины и по борьбе с сорняками в коллекторно-дренажных системах. К ранее принятым двум понятиям по химической борьбе с многолетними сорняками (действие и последствие гербицидов) он ввёл в оборот ещё два — геотропические отклонения и регенерация.
Выполнял научные работы по программе Совета Экономической Взаимопомощи, был членом координационного совета Отделения защиты растений ВАСХНИЛ.
Им опубликовано 3 монографии и 180 научных статей, в том числе более 20 статей в журнале «Защита и карантин растений».
Умер 30 мая 2022 года.